# Ahora (álbum de Pedro Aznar)
Ahora es el noveno álbum de estudio del músico argentino Pedro Aznar, lanzado en el año 2012. El disco fue grabado en el Estudio Circo Beat y cuenta con una orquesta de cuerdas grabada en Abbey Road Studios. El primer corte de difusión del disco fue "Panteras de polvo", y en el libro interno cada tema tiene su correspondiente retrato fotográfico y textos que acompañan, en un juego que sigue teniendo una base musical, pero ante todo es un ejercicio de libertad creativa. Este es su primer álbum de canciones propias desde el lanzamiento de Quebrado en 2008.

## Historia

### Antecedentes y grabación
Después de cuatro años y sus incursiones en el folklore, jazz, bossa e interpretaciones ajenas, Pedro Aznar lanza Ahora, un disco en estudio y de su completa autoría. Doce canciones de rock clásico, compuesto y grabado en soledad por el multiinstrumentista en su casa/estudio de Mar de las Pampas, luego se agregarían la batería y orquesta de cuerdas. De allí la gran conexión con la naturaleza, no solo por el diseño de tapa y el librito de sus propias fotografías en dicha ciudad, sino que en “Panteras de polvo”, el primer tema del disco, la influencia del entorno es notoria.
El disco de Pedro Aznar, tiene 12 canciones potentes, que van desde el hip hop y rock, hasta canciones más románticas, todas compuestas por Pedro. El disco fue grabado en el estudio Circo Beat en Buenos Aires y 3 canciones fueron grabadas con una orquesta londinense de 22 músicos, dirigida por Pedro, en el mítico estudio "Abbey Road", en Londres, donde Los Beatles grabaron sus discos. La masterización se hizo en "Metrópolis", Londres, por Tony Cousins, ingeniero que trabaja con Adele y George Michael, entre otros.

### Concepto del álbum
El concepto de la obra es claramente sentimental, “Par”, “Quiero decirte que si” y “Un solo jazmín” son poesías transformadas en canciones. En “Pensaba en vos” y “Cuando el amor” nos desnuda toda su intimidad y sensibilidad: Sólo con su guitarra en la primera y su voz a capela con tan solo arreglos de cuerda en la segunda. En la canción “Ahora” homónima del álbum, cambia rotundamente de estilo, pasando a un hip hop rapeado con aires de protesta. En la misma clave aparece “Ruinas sobre ruinas” que combativamente denuncia “Han construido una ciudad de ruinas/ en cada esquina falta un hogar/ y sobra el hambre América Latina”. Para que no queden dudas de no estar encasillado en un solo género, en “Hydra” retoma sus pasos por el folk, y en “Terror nocturno” le guiña un ojo al rock psicodélico en medio de guitarras distorsionadas y coros. Lo mejor del disco llega con “Rencor” una balada beatle que del vacío se transforma en un canto a la esperanza y al optimismo para ese momento en que tu mujer se ha ido por tus errores. “Los días más cortos del año” es un pop melódico que se nos hace familiar la primera vez que se la escucha. Ambas con destino a ser clásicos de su repertorio y pedidas para los bises.

### Lanzamiento y recepción
El disco fue presentado el 28 de junio en el Teatro Gran Rex. Aznar realizó una gira de presentaciones del disco por todo el país y cerró el año con seis teatros ND Ateneo.
El año 2012 fue para Aznar un importante momento de su carrera, haciendo más de cien shows anuales por todo el país y Latinoamérica, empezando el año haciendo un show en la Costanera, al aire libre, con más de 10.000 personas, donde interpretó solamente temas folklóricos; fue nombrado personalidad destacada de la cultura de la Ciudad de Buenos Aires; tocó como invitado de Charly García en la última edición del Quilmes Rock; y el 29 de abril se presentó ante 50.000 personas con el espectáculo Puentes Amarillos cuando homenajeó a Luis Alberto Spinetta en Plaza Italia.

## Lista de canciones
1. Panteras de polvo
2. Par
3. Quiero decirte que si
4. Rencor
5. Ruina sobre ruinas
6. Pensaba en vos
7. Los días más cortos del año
8. Terrores nocturnos
9. Un solo jazmín
10. Hydra
11. Ahora
12. Cuando el amor

## Personal
- Pedro Aznar: voz, guitarras, bajo, piano, percusión y dirección de orquesta.
- Julián Semprini: batería y percusión.
- Hernán Jacinto: piano y teclados.
- Alejandro Oliva: percusión.
- Coqui Rodríguez: guitarras.